# Sierra de Santa Ana
La sierra de Santa Ana es una sierra peninsular de poca longitud a lo largo de la costa del sur de California, en Estados Unidos. Se extiende a lo largo de unos 56 km al sureste de la cuenca de Los Ángeles, principalmente bordeando al condado de Orange y Riverside.

## Geografía
La sierra comienza al norte de los cerros Chino, dirigiéndose al sureste de los cerros Puente. En su parte norte es cortada por el cañón de Santa Ana, por el que pasa el río de Santa Ana. Su cumbre más septentrional, de unos 928 metros de altitud es el pico Sierra. Desde aquí, las mayores cotas se alcanzan en el pico Pleasant de 1221 m s. n. m., el pico Bedford y el pico Pelado. Los otros dos picachos de elevación importante son el Modjeska de 1 675 y el Santiago de unos 1734 m s. n. m., son los cimas de la sierra. El Jorobado, ubicado a unos 32 km al este de Santa Ana se puede ver desde la mayor parte del sur de California, siendo el único punto de la sierra con suficiente altitud para tener nieve durante el invierno.
Al sur del Jorobado está el pico de Trabuco, el pico de Los Pinos, el pico de Elsinora, el pico de Sittón, el pico de Margarita, y la mesa Redonda, 2825 pies (861,1 m). La sierra termina abruptamente en el río de Santa Margarita.
En esta sierra se ubica el rancho de la familia Yorba, Rancho Lomas de Santiago y el Rancho Misión Vieja.
La sierra está formada, además por una sierra pequeña denominada sierra de Elsinora, que incluye a las montañas que se encuentran al oeste del Lago Elsinora y son la sección más baja de toda la sierra, siendo su punto más elevado el pico Elsinora.

## Historia
Esta sierra toma su nombre en honor a las fiestas de Santa Ana, el 26 de julio de 1769, día en que la expedición de Gaspar de Portolá acampa en sus faldas. Cuando Portolá llegó a la sierra de Santa Ana, la región estaba poblada por tres grupos de indios americanos, lo Tongva al norte, los Juaneños y Luiseños en el sur.